# Incheon Heungkuk Life Insurance Pink Spiders
Incheon Heungkuk Life Insurance Pink Spiders (Hangul: 인천 흥국생명 핑크스파이더스) es un club de voleibol profesional femenino. El equipo fue fundado en 1971 y se volvió profesional en 2005. Son miembros de Federación Coreana de Voleibol (KOVO). Su arena local es el Gimnasio Gyeyang en Incheon.
Actualmente su capitana es la armadora Cho Song-hwa.

## Reconocimientos y premios
V-League
- Campeones (4): 2005−06, 2006−07, 2008−09, 2018–19
- Finalistas (3): 2007−08, 2010−11, 2016–17

Copa KOVO
- Ganadores (1): 2010

## Resultados
| Incheon Heungkuk Life Pink Spiders | Incheon Heungkuk Life Pink Spiders | Incheon Heungkuk Life Pink Spiders | Incheon Heungkuk Life Pink Spiders | Incheon Heungkuk Life Pink Spiders | Incheon Heungkuk Life Pink Spiders | Incheon Heungkuk Life Pink Spiders | Incheon Heungkuk Life Pink Spiders |
| Liga                               | Temporada                          | Postemporada                       | Temporada regular                  | Temporada regular                  | Temporada regular                  | Temporada regular                  | Temporada regular                  |
| Liga                               | Temporada                          | Postemporada                       | Posición                           | Partidos                           | Ganados                            | Perdidos                           | Puntos                             |
| ---------------------------------- | ---------------------------------- | ---------------------------------- | ---------------------------------- | ---------------------------------- | ---------------------------------- | ---------------------------------- | ---------------------------------- |
| V-League                           | 2005                               | No clasificó                       | 5                                  | 16                                 | 3                                  | 13                                 | 19                                 |
| V-League                           | 2005–06                            | Ganadores                          | 1                                  | 28                                 | 17                                 | 11                                 | 17                                 |
| V-League                           | 2006–07                            | Ganadores                          | 1                                  | 24                                 | 20                                 | 4                                  | 24                                 |
| V-League                           | 2007–08                            | Finalistas                         | 2                                  | 28                                 | 24                                 | 4                                  | 24                                 |
| V-League                           | 2008–09                            | Ganadores                          | 1                                  | 28                                 | 16                                 | 12                                 | 16                                 |
| V-League                           | 2009–10                            | No clasificó                       | 4                                  | 28                                 | 8                                  | 20                                 | —                                  |
| V-League                           | 2010–11                            | Runner-up                          | 2                                  | 24                                 | 13                                 | 11                                 | —                                  |
| V-League                           | 2011–12                            | No clasificó                       | 5                                  | 30                                 | 13                                 | 17                                 | 41                                 |
| V-League                           | 2012–13                            | No clasificó                       | 5                                  | 30                                 | 6                                  | 24                                 | 22                                 |
| V-League                           | 2013–14                            | No clasificó                       | 6                                  | 30                                 | 7                                  | 23                                 | 19                                 |
| V-League                           | 2014–15                            | No clasificó                       | 4                                  | 30                                 | 15                                 | 15                                 | 45                                 |
| V-League                           | 2015–16                            | Playoff                            | 2                                  | 30                                 | 18                                 | 12                                 | 48                                 |
| V-League                           | 2016–17                            | Runner-up                          | 1                                  | 30                                 | 20                                 | 10                                 | 59                                 |
| V-League                           | 2017–18                            | No clasificó                       | 6                                  | 30                                 | 8                                  | 22                                 | 26                                 |
| V-League                           | 2018–19                            | Ganadores                          | 1                                  | 30                                 | 21                                 | 9                                  | 62                                 |

## Team Roster 2019-20
| Número | Nombre           | Fecha de nacimiento      | Estatura (cm) | Posición |
| 1      | Kim Da-eun       | 25 de enero de 2001      | 180           | Opuesta  |
| 2      | Lee Yu-an        | 06 de julio de 2000      | 178           | Punta    |
| 3      | Sin Yeon-kyeong  | 09 de marzo de 1994      | 176           | Punta    |
| 4      | Lee Ju-ah        | 21 de agosto de 2000     | 185           | Central  |
| 5      | Kim Hae-ran      | 16 de marzo de 1984      | 168           | Libero   |
| 6      | Na Eun-bin       | 01 de noviembre de 2000  | 169           | Libero   |
| 7      | Kim Na-hee       | 17 de febrero de 1989    | 180           | Central  |
| 8      | Do Su-bin        | 21 de junio de 1998      | 166           | Libero   |
| 9      | Park Eun-seo     | 04 de septiembre de 2000 | 174           | Armadora |
| 11     | Park Hyeon-ju    | 25 de junio de 2001      | 176           | Punta    |
| 12     | Lucia Fresco     | 14 de mayo de 1991       | 194           | Opuesta  |
| 13     | Kim Sae-yeong    | 04 de junio de 1981      | 190           | Central  |
| 14     | Cho Song-hwa (C) | 12 de marzo de 1993      | 177           | Armadora |
| 15     | Kim Chae-yeon    | 11 de diciembre de 1999  | 183           | Central  |
| 16     | Lee Han-bi       | 28 de octubre de 1996    | 177           | Punta    |
| 17     | Lee Jae-yeong    | 15 de octubre de 1996    | 178           | Punta    |
| 18     | Kim Da-sol       | 14 de abril de 1997      | 172           | Armadora |
| 19     | Kim Mi-yeon      | 05 de marzo de 1993      | 177           | Punta    |

## Disputa con la jugadora profesionalKim Yeon-koung
Después de los Juegos Olímpicos de Londres 2012, Kim tuvo una disputa sobre su estatus de agente libre con su equipo coreano anterior, Heungkuk Life. Kim y su agencia afirmaron que era una agente libre, mientras que Heungkuk Life afirmó que todavía estaba vinculada al club como jugadora en préstamo, citando que jugó en la Liga de Corea durante cuatro temporadas, dos temporadas menos que la calificación de agencia libre. según lo estipulado por los reglamentos de la asociación local. Kim respondió que había completado las seis temporadas con Heungkuk Life, y señaló que jugó cuatro temporadas en Corea, dos años en préstamo en JT Marvelous y un año en préstamo en Fenerbahçe.

A pesar de los repetidos intentos, las dos partes no llegaron a un acuerdo sobre el estado de Kim. Otra chispa comenzó en 2013 cuando Heungkuk Life envió el documento oficial explicando los problemas entre Kim y el equipo a la Asociación de Voleibol de Corea (KVA), el Ministerio de Cultura, Deportes y Turismo (MCST), el Consejo de Deportes de Corea (KSC) y la Federación Coreana de Voleibol (KOVO) En ese documento, Heungkuk Life dijo que Kim había estado engañando la verdad y alegando argumentos falsos.
“Kim y su agente pidieron a algunos políticos que cambiaran las reglas que se transmiten a sus fanáticos. Cuando eso no funcionó bien, ella insiste en que es una jugadora de FA que menciona las reglas de la FIVB. Será mejor que deje de abusar de su popularidad y de pensar en sí misma como una jugadora privilegiada. Debería tratar de resolver este problema bajo los principios y reglas correctos lo antes posible ".
Kim y su agente refutaron la teoría de Heungkuk Life. Kim dijo que el documento incluía declaraciones difamatorias. Hicieron hincapié en que este documento no era apropiado mientras ambas partes aún intentaban resolver el problema. También explicaron que su contrato con Heungkuk Life finalizó el 30 de junio de 2012.
“Así que firmó libremente el contrato con Fenerbahce el 6 de julio de 2012. Si realmente rompió las reglas en julio pasado, KVA y KOVO deben celebrar una reunión del comité para determinar el castigo y anunciar el resultado. Pero Heungkuk Life solo envió el documento condenándola a organizaciones oficiales sin seguir los procedimientos correctos. Ella no amplió su contrato con Heungkuk Life porque ya no quería pertenecer a ellos. Me pregunto sobre qué base legal puede afirmar Heungkuk Life que Kim está en Heungkuk Life como si fuera de su propiedad ".
En una conferencia de prensa, Kim declaró que estaba dispuesta a retirarse del equipo nacional si no se respondían sus preguntas. Kim hizo tres demandas principales para Heungkuk, KVA y KOVO: preguntarle nuevamente a la FIVB si tiene un equipo al que pertenece originalmente; responder a su solicitud de emisión de un acuerdo de consentimiento sobre su transferencia internacional que presentó; y responde a su apelación contra la revelación pública del 2 de julio de ella como "jugadora que atornilló al azar a su equipo"
"Si no recibo respuestas específicas a mis llamamientos a la Asociación de Voleibol de Corea y la Federación de Voleibol de Corea, no solo terminaré mi carrera en la liga profesional nacional sino que también me retiraré del equipo nacional".
El 6 de septiembre de 2013, la FIVB envió los documentos que contienen su decisión final sobre este tema a KVA, Heungkuk Life, Fenerbahçe y la Federación Turca. No se permite abrir todo el contenido de los documentos a menos que se cuente con la aprobación previa de la FIVB. La esencia de la decisión es la siguiente:
El Club Coreano es el Club de Origen del Jugador para la temporada 2013/2014.
El importe total de la (s) tarifa (s) de transferencia a favor del Club Coreano y el KVA para la transferencia del Jugador al Club Turco para la temporada 2013/2014 no excederá de 228,750 EUR. La transferencia del Jugador al Club Turco no estará sujeta a ninguna otra restricción u otras restricciones de ningún tipo.
Después de la temporada 2013/2014, se considerará que el Jugador no tiene Club de Origen, a menos que se firme un contrato de trabajo válido entre el Jugador y cualquier Club Coreano de acuerdo con las Regulaciones de la FIVB.
La FIVB explicó que la regla de agente libre local de KOVO no puede aplicarse a la transferencia internacional, y en este caso de transferencia internacional deben respetar la regulación de la FIVB. Si un club coreano no tiene un contrato adecuado con una fecha de vencimiento específica, el jugador puede hacer un contrato libremente con otros clubes a bordo, independientemente de que se obtenga el estado de Agente libre o no. Mientras Heungkuk Life protestó contra esta decisión final, teorizando que Fenerbahçe había presionado a la FIVB para que decidiera a favor de ellos. La agencia de Kim, Inspokorea, desafió este reclamo sobre el cabildeo no oficial en una declaración, señalando que Heungkuk Life debería respetar la decisión de la FIVB.